# 포 로코

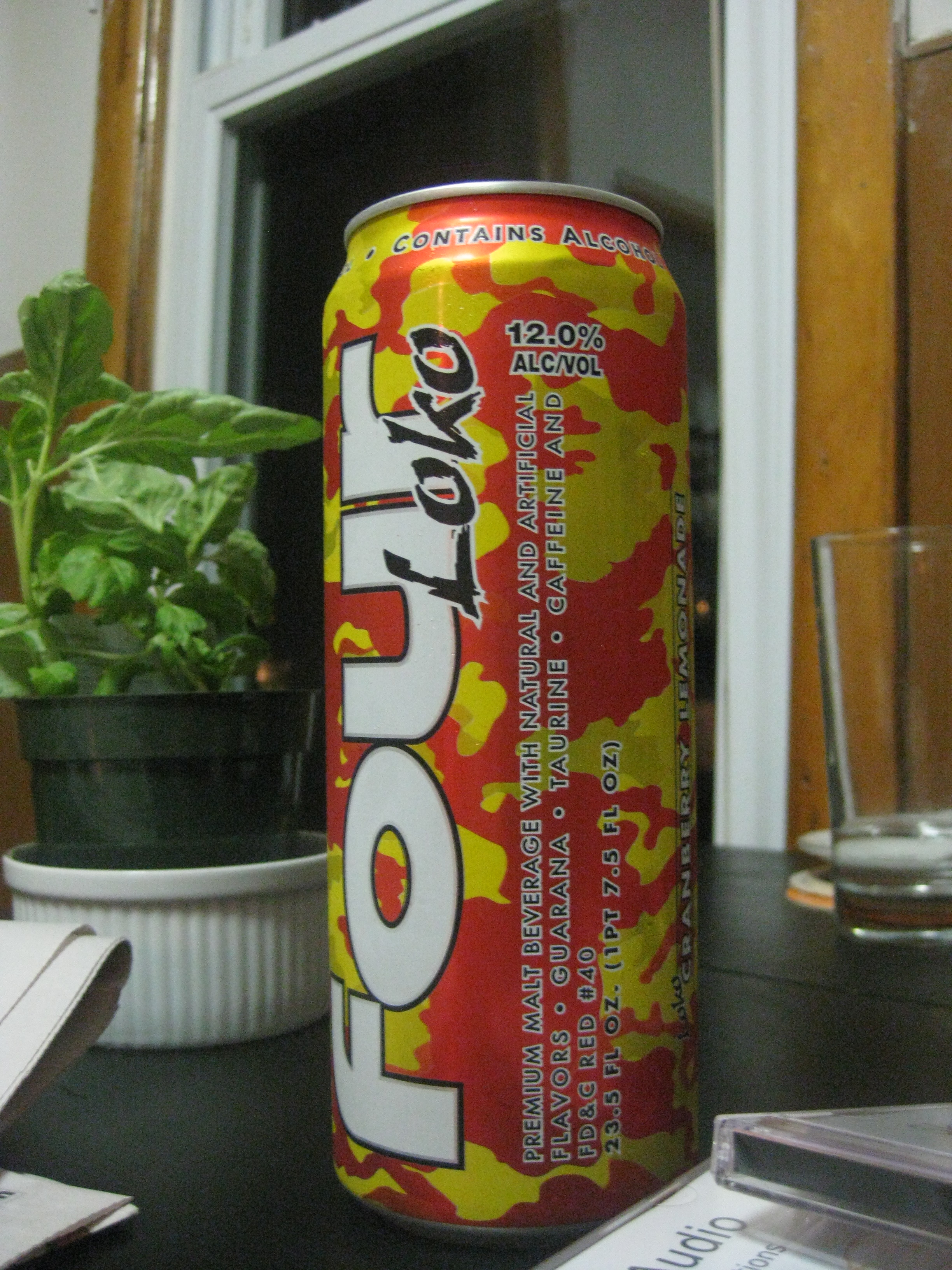

포 로코(Four Loko)는 미국 일리노이주 시카고의 퓨전 프로젝트(Phusion Projects)에서 판매하는 알코올 음료 계열이다. 포 로코의 레시피에는 과거에 카페인이 포함되어 있었다. 퓨전은 드링크 포 맥주 회사(Drink Four Brewing Company)로서 운영된다. 회사의 가장 인기 있는 음료인 포 로코는 2005년 미국 시장에 출시되어 49개 주와 에콰도르, 과테말라, 파라과이, 바하마, 페루, 멕시코, 콜롬비아, 볼리비아, 온두라스, 엘살바도르, 니카라과, 코스타리카, 중국, 캐나다 및 유럽 일부 국가 등 21개국에서 판매되고 있다. "Four"라는 이름은 4가지 "주요 성분"을 포함하는 오리지널 음료에서 유래되었다.
4개의 브랜드 제품은 미성년자 음주자를 대상으로 마케팅하고 알코올과 카페인을 결합할 위험이 있다는 회사와 관련된 법적, 윤리적, 건강 문제의 대상이었다. 여러 주에서 음료가 금지된 후 2010년 12월 제품 재도입으로 카페인, 타우린, 구아라나가 성분에서 제거되었으며 맥아 음료는 더 이상 에너지 음료로 판매되지 않는다.